# Platyischnopus gracilis
Platyischnopus gracilis är en kräftdjursart. Platyischnopus gracilis ingår i släktet Platyischnopus och familjen Platyischnopidae. Inga underarter finns listade i Catalogue of Life.